# Regiões da série Pokémon

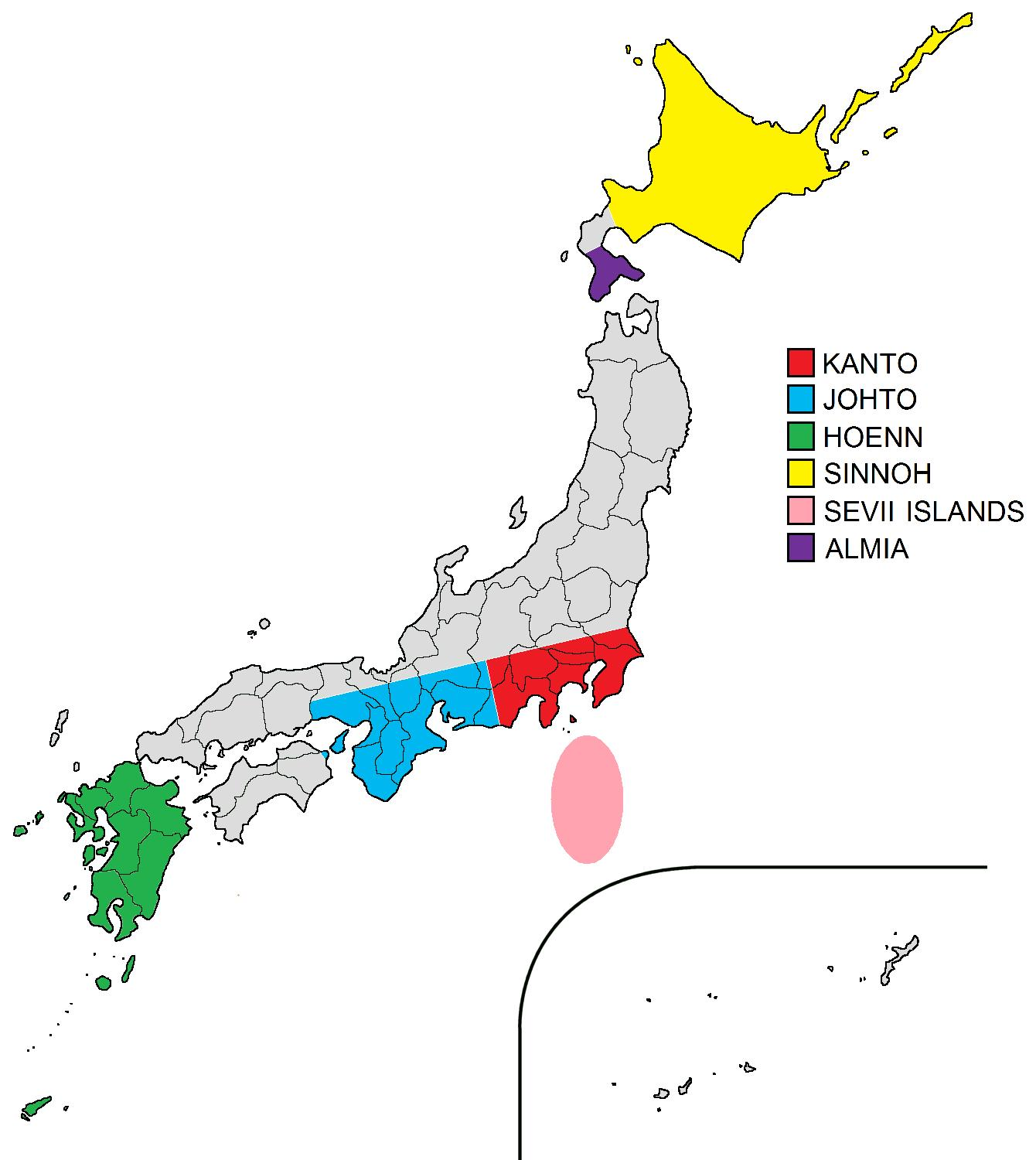
Mapa do Japão mostrando as áreas onde foram baseados Kanto, Johto, Hoenn e Sinnoh. Unova foi baseada na região metropolitana da cidade de Nova Iorque. Kalos foi baseada no Norte da França.

Muitas regiões foram descritas na franquia de jogos eletrônicos, desenhos animados e quadrinhos Pokémon. Cada uma das gerações de RPGs Originais de Pokémon introduziu uma nova Região. Há ainda, algumas Regiões introduzidas em jogos derivados, como Pokémon Ranger, Pokémon Mystery Dungeon e principalmente Pokémon Colosseum e Pokémon XD. Nos jogos, não é possível acessar outras Regiões de outros jogos, exceto Kanto, acessível em Pokémon Gold, Silver & Crystal após a vitória sobre a Elite dos Quatro.
Todas as Regiões onde se passa um RPG Original são baseadas em regiões reais do Japão e a região de Orre também é baseada em uma área do Japão. As regiões também podem ser consideradas como países, pois, embora não haja significativa diferença cultural entre os moradores da diferentes regiões, nas versões em inglês dos jogos Pokémon Gold e Pokémon Silver, o mapa refere-se a Kanto e Johto como countrys.

## Kanto

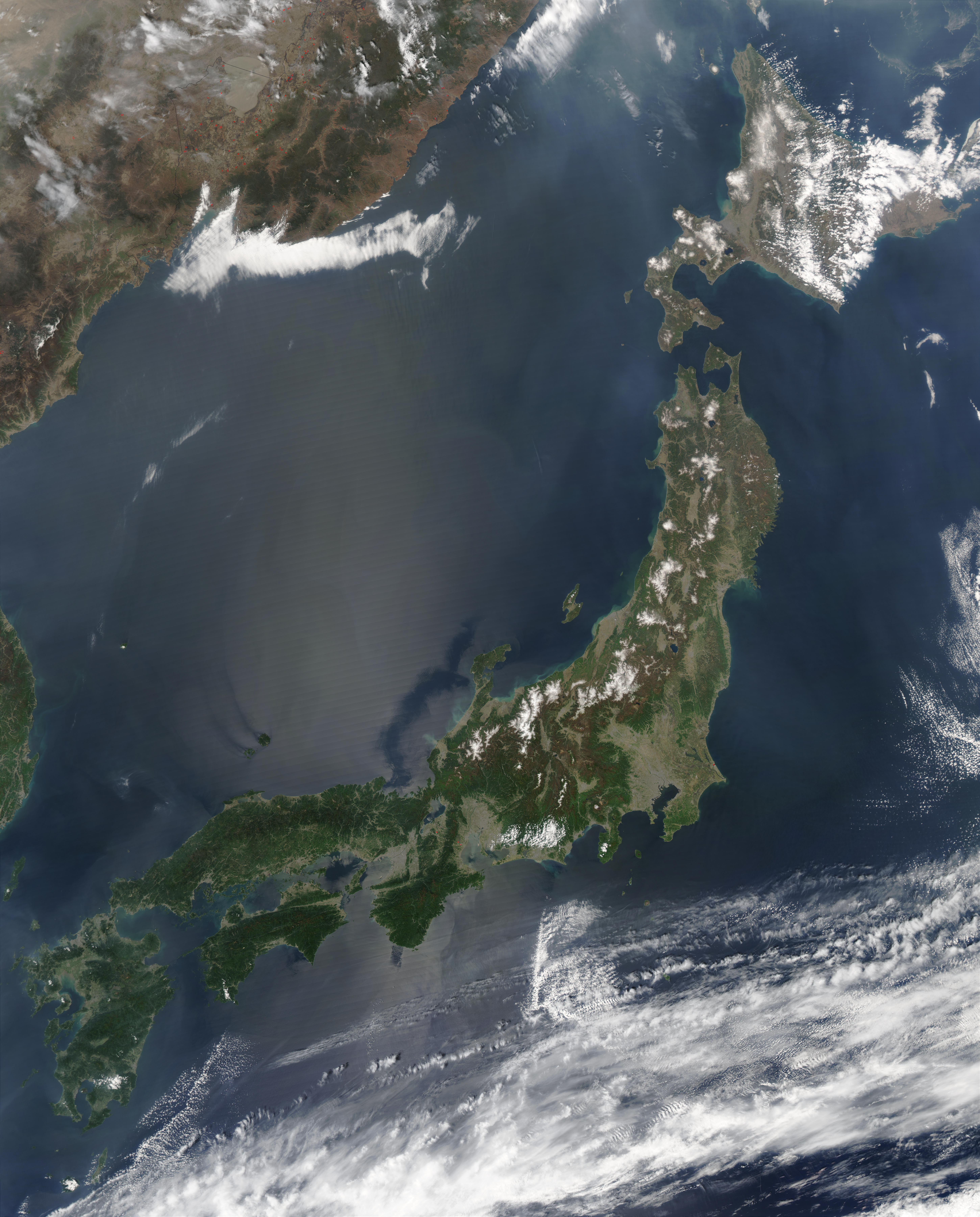
Locais da série Pokémon são baseados em vários locais do mundo real. As regiões de Kanto, Johto, Hoenn, e Sinnoh representam todas partes do Japão; especificamente Kantō, Kansai, Kyushu, e Hokkaido, respectivamente.

## Johto
Johto apareceu em Pokémon Gold e Silver & Pokémon Crystal e está a Oeste de Kanto. Possui uma nova Liga Pokémon e várias áreas especiais. A Equipe Rocket também está aqui, mas em força menor. No mangá, há uma outra organização: o Neo Team Rocket.
Mais uma vez com base em uma área do Japão, a geografia de jogos baseia-se nas regiões de Kansai e Chubu do país. A configuração do jogo compartilha com estas regiões a sua abundância de templos, um projeto arquitectónico famoso das regiões de Kansai e de Tokai.
Johto possui muitas florestas, especialmente em seu centro-oeste. Possui em seu relevo também diversas cadeias montanhosas, especialmente na área mais ao leste, próximo à fronteira com Kanto. Entre seus principais montes estão o Monte Mortar e o Monte Silver. Em seu lado mais oeste, entre baixas planícies, há a maior concentração populacional.
No país não há muitos rios, com exceção de pequenos riachos que nascem das montanhas ao leste e correm para o oceano, ao sul. No sudoeste existe uma baía, e ao norte, um grande lago ao norte, o chamado Lago da Fúria, que acredita-se ter sido formado por chuvas em uma antiga cratera vulcânica. A região não possui indícios de atividade vulcânica. O modo de vida de seus habitantes é bastante ruralizado, comparado aos seus vizinhos de Kanto.
Nos jogos, as cidades de Johto são: New Bark Town; Cherrygrove City; Violet City; Azalea Town; Goldenrod City; Ecruteak City; Olivine City; Cianwood City; Mahogany Town; e Blackthorn City. O segundo volume da série de ArtDex sobre Pokémon é todo dedicado a Johto.
Apenas em fevereiro de 2017, os Pokémon nativos de Johto foram liberados para o Pokémon GO, atualização que era bastante aguardada.

## Hoenn
A região de Hoenn foi introduzido em Pokémon Ruby e Sapphire.. Esta localizada a Sudoeste de Kanto e Johto.
Hoenn foi baseada na região de Kyushu, pois de acordo com o diretor de Ruby e Sapphire, Junichi Masuda,  Ruby e Sapphire ele tinha o desejo de recuperar suas memórias de estar lá nas férias de verão. Hoenn situa-se a 90° anti-horário de orientação no mundo real de Kyushu, devido à crença da equipe de desenvolvimento que iria melhorar jogabilidade.
A região de Hoenn possui muitos ambientes dramáticos de florestas tropicais a desertos, mas sua característica mais marcante é a abundância de água, um forte contraste com outras regiões da série principal. Grande parte da região é coberta por água, quase igual em tamanho ao continente, exemplificando a temática dos jogos. Existem várias ilhas grandes e populosas fora do continente, acessíveis apenas por rotas aquáticas, muitas das quais são profundas o suficiente para mergulho .
Grande parte da área interior é arborizada ou montanhosa, então as cidades mais notáveis são encontradas no litoral. Hoenn tem um vulcão ativo, Mt. Chimney , no noroeste da região. As cinzas do Monte Chimney caem regularmente nas cidades e rotas próximas. 
Nos jogos, as cidades de Hoenn são: Littleroot Town; Oldale Town; Petalburg City; Rustboro City; Dewford Town; Slateport City; Mauville City; Verdanturf Town; Fallarbor Town; Lavaridge Town; Fortree City; Lilycove City; Mossdeep City; Sootopolis City; Pacifidlog Town; e Ever Grande City.

## Sinnoh
Sinnoh apareceu nos games de Quarta Geração: Pokémon Diamond e Pearl e Pokémon Platinum. Baseada na ilha mais setentrional do Japão, Hokkaidō. A região foi concebido para dar uma sensação "do norte", com algumas rotas totalmente cobertas por neve.
O clima de Sinnoh varia muito e a maior parte da região é composta por áreas montanhosas. Ao contrário de Hoenn, que está localizada no sul, onde o clima é mais quente, Sinnoh está localizada nos limites norte do mundo, onde a temperatura é mais baixa. Faz tanto frio na parte norte da região que a neve cai constantemente.
A região tem rios que se originam das terras altas e montanhas no centro e que atravessam a região passando por muitas cidades, vilas e rotas. Existem muitos lagos em toda a região, como o Lago Acuity , o Lago Valor e o Lago Verity. Muitas grandes cidades se estabelecem à beira-mar ou próximas a ela; alguns deles têm portos grandes

## Unova
Unova é a região do mundo Pokémon que aparece no jogo Pokémon Black e White.
De acordo com a equipe de desenvolvimento, Unova está "localizado muito distante de Kanto, Johto, Hoenn, e Sinnoh." No livro Pokémon Pia, o diretor Junichi Masuda revela que Unova (Isshu) foi baseada em New York City.
Unova é palco de grandes áreas urbanas, um porto, um aeroporto, um parque de diversões, e várias cadeias de montanhas. Além disso há uma diversidade de novas paisagens, a Região Unova é também o lar de uma diversidade de as pessoas que variam em tonalidade da pele e profissões. O nome em japonês é derivado das palavras muitos tipos (多種, tashu) de pessoas e Pokémon que se vê de perto parecem apenas um tipo (一種, isshu) da vida de longe. A temporada 14 do anime em diante, intituladas coletivamente no Japão como Best Wishes!, se passam em Unova.

## Kalos
Kalos é a região de X e Y. Uma cidade muito urbana, um palácio de ouro, e uma terra árida com edifícios-pod como são vistos no trailer. Os editores do GamesRadar notaram uma semelhança marcante com uma grande torre em segundo plano em relação à Torre Eiffel e semelhança de um palácio local com o Palácio de Versalhes. Estes fatos levaram-lhes a especular que a região corresponderia à França do mundo real, e a região de Kalos foi mesmo baseada na França.

## Sevii Islands/Orre/Almia
As Sevii Islands só aparecem em Pokémon FireRed e LeafGreen e em um episódio de Pokémon Chronicles.

## Ilhas Laranja
São um pequeno arquipélago ao sul do continente Kanto. A segunda temporada do anime ocorre nessa região. Quatro de suas ilhas (Fire Island, Lightning Island, Ice Island, and Shamouti Island) aparecem em Pokémon, the Movie 2000: The Power of One.

## Região Alola
Alola, é a região de Pokémon Sun e Moon. A região de Alola foi revelada em 10 de maio de 2016 (mas houve uma referência a região nos jogos Pokemon X e Y), no trailer de Pokémon Sun e Moon. No trailer, foi divulgada a imagem de uma Ilha, que seria parte da nova região. Alola é uma região que foi baseada no Havaí.

## Região de Galar
A região de Galar é apresentada nos jogos de Pokémon Sword e Shield, e na série de Pokémon (2019). Os jogos foram revelados em fevereiro de 2019 e lançados em novembro do mesmo ano, já o seriado foi lançado dois dias após o lançamento dos jogos (17 de Novembro de 2019).
Galar é uma região inspirada no Reino Unido, notável na geografia do local.

## Região de Paldea
Paldea é a região onde os jogos Pokémon Scarlet e Violet são ambientados e é inspirado em Portugal e Espanha. A região possui uma grande variedade de ambientes .